# Fawaz Awana
Bản mẫu:Arabic name
Fawaz Awana Ahmed Hussein Al Musabi (tiếng Ả Rập: فواز عوانة; sinh ngày 25 tháng 11 năm 1988 ở Abu Dhabi) or Fawaz Awana, là một cầu thủ bóng đá người Các Tiểu vương quốc Ả Rập Thống nhất. Hiện tại anh thi đấu ở vị trí tiền vệ cho Al-Nasr.

## Sự nghiệp câu lạc bộ

### Baniyas

#### Mùa giải 2010–11
Đây là mùa giải anh ra mắt đội một. Ngày 2 tháng 9 năm 2010, trong trận đấu trước trước Al Dhafra, Fawaz ra mắt tại giải vô địch cho đội một khi vào sân từ ghế dự bị thay cho Haboush Saleh ở phút thứ 90. Sau 1 tháng, vào ngày 9 tháng 10, anh cũng ra sân từ ghế dự bị tại Etisalat Cup trước Al Nasr.

## Đời sống cá nhân
Fawaz là anh trai của Theyab, mất trong một vụ tai nạn giao thông.

## Thống kê sự nghiệp

### Câu lạc bộ
Tính đến 15 tháng 9 năm 2011
| Câu lạc bộ          | Mùa giải            | Giải vô địch | Giải vô địch | Giải vô địch | Cúp     | Cúp       | Cúp      | President Cup | President Cup | President Cup | Champions League | Champions League | Champions League | Tổng cộng | Tổng cộng | Tổng cộng |
| Câu lạc bộ          | Mùa giải            | Số trận      | Bàn thắng    | Kiến tạo     | Số trận | Bàn thắng | Kiến tạo | Số trận       | Bàn thắng     | Kiến tạo      | Số trận          | Bàn thắng        | Kiến tạo         | Số trận   | Bàn thắng | Kiến tạo  |
| ------------------- | ------------------- | ------------ | ------------ | ------------ | ------- | --------- | -------- | ------------- | ------------- | ------------- | ---------------- | ---------------- | ---------------- | --------- | --------- | --------- |
| Baniyas B           | 2009–10             | 5            | 0            | 0            | —       | —         | —        | —             | —             | —             | —                | —                | —                | 5         | 0         | 0         |
| Baniyas B           | 2010–11             | 15           | 3            | 0            | —       | —         | —        | —             | —             | —             | —                | —                | —                | 15        | 3         | 0         |
| Baniyas B           | Tổng cộng           | 20           | 3            | 0            | —       | —         | —        | —             | —             | —             | —                | —                | —                | 20        | 3         | 0         |
| Baniyas             | 2010–11             | 4            | 0            | 0            | 8       | 0         | 0        | 0             | 0             | 0             | —                | —                | —                | 12        | 0         | 0         |
| Baniyas             | 2011–12             | 0            | 0            | 0            | 1       | 0         | 0        | 0             | 0             | 0             | 0                | 0                | 0                | 1         | 0         | 0         |
| Tổng cộng           | Tổng cộng           | 4            | 0            | 0            | 9       | 0         | 0        | —             | —             | —             | —                | —                | —                | 13        | 3         | 0         |
| Tổng cộng sự nghiệp | Tổng cộng sự nghiệp | 24           | 3            | 0            | 9       | 0         | 0        | —             | —             | —             | —                | —                | —                | 33        | 3         | 0         |